# قرض حسن

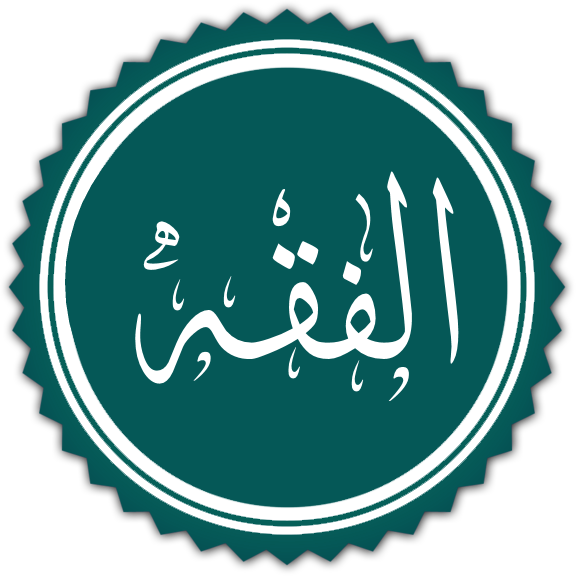

القرض الحسن هو نوع من القروض في الإسلام يُعطى للمحتاجين بدون أي فوائد أو شروط ربحية. يُعتبر هذا القرض من الأعمال الخيرية التي تهدف إلى مساعدة الآخرين وتفريج كرباتهم، ويعكس مفهوم الإحسان في التعاملات المالية.

## شروط القرض الحسن
يجوز تحديد الأجل في القرض ويلزم الشرط (قول المالكية) واستدلوا بقوله تعالى ﴿يَا أَيُّهَا الَّذِينَ آمَنُوا إِذَا تَدَايَنْتُمْ بِدَيْنٍ إِلَى أَجَلٍ مُسَمًّى فَاكْتُبُوهُ﴾البقرة 282 .